# Psychologie des multimedialen Lernens
Die Psychologie des multimedialen Lernens bedient sich der Grundannahme, dass Menschen nachhaltiger und besser von Wörtern und Bildern lernen als nur von Wörtern allein. Es wird davon ausgegangen, dass multimediale Informationen, die zweckdienlich für die Funktionsweise des menschlichen Gehirns aufbereitet worden sind, viel eher zu sinnvollem Lernen führen als diejenigen, bei denen dies nicht der Fall ist. Außerdem dienen Texte und Bilder unterschiedlichen kognitiven Funktionen in der mentalen Modellbildung und Adaptation.

## Gedächtnispsychologische Grundlagen
In diesem Zusammenhang wurden mehrere theoretische Modelle entwickelt, um das multimediale Lernen zu erklären. Sie stützten sich dabei auf Prozesse und Strukturen menschlicher Kognition. Allen Theorien gemein ist die Annahme, dass das menschliche Gehirn neue Informationen nur im begrenzten Umfang verarbeiten kann. Infolgedessen kommt dem menschlichen Gedächtnis eine zentrale Rolle zu. Hierbei wird zwischen Langzeit- und Arbeitsgedächtnis unterschieden.

### Das Langzeitgedächtnis
Lernen wird im Allgemeinen definiert als Verankerung von Wissen im Langzeitgedächtnis. Das Langzeitgedächtnis ist in der Lage große Informationsmengen über einen sehr langen Zeitraum abzuspeichern. Informationen werden hier in Form von Schemata abgelegt. Schemata sind kognitive Konstrukte, die mehrere kleinere Informationseinheiten zu einzelnen großen zusammenfassen. Sie repräsentieren Zusammenhänge zwischen vorhandenem Wissen und helfen dabei neues Wissen zu ordnen und zu organisieren.

### Das Arbeitsgedächtnis
Das Arbeitsgedächtnis ist dem Langzeitgedächtnis vorgeschaltet. Das heißt, dass neue Informationen zuerst hier verarbeitet werden. Jedoch ist die Aufnahmekapazität des Arbeitsgedächtnisses, hinsichtlich der Dauer und der Menge, stark begrenzt. Miller konnte nachweisen, dass der Mensch ca. 7 (±2) Informationseinheiten gleichzeitig verarbeiten kann. Jedoch können nur 2–4 Elementen miteinander kombiniert oder gegeneinander abgewogen werden. Außerdem verschwinden diese Informationen nach ca. 20 Sekunden, wenn sie nicht erneuert werden. Es ist jedoch möglich die Erinnerungsleistung zu verbessern, indem man Informationen zu „Chunks“ zusammenfasst. Diese „Chunks“ werden dann als einzelne Einheiten behandelt.

### Beziehungen zwischen Arbeits- und Langzeitgedächtnis
Die Einschränkungen des Arbeitsgedächtnisses gelten jedoch nur für neue Informationen. Wissen, das bereits als Schemata im Langzeitgedächtnis vorliegt und vom Arbeitsgedächtnis abgerufen wird, unterliegt dort diesen Beschränkungen nicht.
Verstehen tritt nun ein, sobald die neuen Informationen im Arbeitsgedächtnis organisiert und anschließend als Schema im Langzeitgedächtnis abgelegt werden konnten. Hierfür müssen alle relevanten Elemente der Information parallel im Arbeitsgedächtnis verarbeitet werden. Dies bedeutet, dass große Informationsmengen in kleinere Wissenseinheiten aufgeteilt werden müssen, damit sie im Arbeitsgedächtnis organisiert werden können. Das neue Wissen wird dann mit Hilfe von Schemata, die ins Arbeitsgedächtnis abgerufen wurden, mit dem alten Wissen aus dem Langzeitgedächtnis kombiniert. Dadurch entstehen immer größere und komplexere Schemata.

## Theorie der kognitiven Belastung
Die Cognitive Load Theory (CLT) bietet vor allem eine differenzierte Betrachtung der kognitiven Belastung. Sie geht von einer begrenzten Aufnahmekapazität des Arbeitsgedächtnisses aus und dass der Erwerb von Wissen insbesondere mit der Konstruktion von neuen bzw. der Verknüpfung von alten Schemata zusammenhängt. Hierfür sollte sich die kognitive Belastung in Grenzen halten und das Arbeitsgedächtnis nicht überlastet werden. Die Theorie beschreibt dabei drei Arten kognitiver Belastung.

### Intrinsische Belastung
Die intrinsische kognitive Belastung (engl. „Intrinsic Cognitive Load“) ist abhängig vom Lerninhalt selbst, also von seinem Schwierigkeitsgrad und seiner Komplexität als auch vom Umfang des Lernmaterials. Die Schwierigkeit der Lerninhalte hängt mit der Interaktivität der einzelnen Lernelemente zusammen. Die Element-Interaktivität wird dagegen vom Verhältnis der zu erlernenden Komponenten untereinander bestimmt. Sie ist hoch, wenn das Verständnis eines Elementes stark an das Verständnis anderer Elemente gebunden ist, mehrere dieser Elemente folglich parallel im Arbeitsgedächtnis verarbeitet werden müssen. Zugleich ist die intrinsische kognitive Belastung auch vom Vorwissen des Lernenden abhängig. Besitzt dieser ein hohes Maß an bereichsspezifischem Vorwissen, so fällt seine intrinsische Belastung geringer aus.

### Extrinsische Belastung
Die extrinsische kognitive Belastung (engl. „Extraneous Cognitive Load“) wird von der Art der Darbietung verursacht. Enthält das Lernmaterial irrelevante Informationen und bietet keine unterstützende Struktur zur Bildung von Schemata, hat dies eine hohe kognitive Belastung zur Folge. Ziel sollte es sein die extrinsische Belastung so gering wie möglich zu halten. In diesem Zusammenhang werden 5 Effekte genannt die Einfluss auf diese Belastung haben können.

#### Effekt ausgearbeiteter Beispiele
Lernenden fällt es leichter bestimmte Sachverhalte anhand von ausgearbeiteten Lösungswegen zu verstehen (engl. „Worked Example Effect“) als dass sie sich den Weg selber erarbeiten müssen. Dadurch wird das Arbeitsgedächtnis nicht zusätzlich durch den Lösungsprozess belastet, so dass ein schnelleres und zielgerichtetes Lernen stattfindet.

#### Effekt aufgespaltener Aufmerksamkeit
Der „Split Attention Effect“ tritt auf, wenn verschiedenartige visuelle Informationen, die gleichzeitig bearbeitet werden müssen, räumlich oder zeitlich getrennt voneinander präsentiert werden. Das Gehirn muss in diesem Fall die unterschiedlichen Quellen selbst zusammenführen und wird dadurch zusätzlich belastet.

#### Modalitätseffekt
Der Mensch besitzt zwei Hauptkanäle zur Wahrnehmung von Informationen. Diese können über den auditiven oder den visuellen Kanal in das Arbeitsgedächtnis transportiert werden. Wird nur einer dieser Kanäle für den Informationstransport in Anspruch genommen, kann es zu einer kognitiven Überbelastung dieses Kanals kommen (engl. „Modality Effect“). Bei der Darbietung vieler verschiedener Informationen sollten daher nach Möglichkeit beide Kanäle genutzt werden. Vor allem bei Erläuterungen zu Grafiken und Bildern bietet es sich daher an, den visuellen Kanal mittels eines Audiokommentars zu entlasten.

#### Redundanzeffekt
Der „Redundancy Effect“ tritt auf, sobald ein und dieselbe Information sowohl über den auditiven als auch visuellen Kanal transportiert wird. Geht man davon aus, dass dabei beide Informationsquellen exakt denselben Informationsgehalt für den Lernenden enthalten, bedeutet dies, dass eine der Quellen überflüssig ist und dadurch die kognitive Belastung unnötigerweise erhöht wird.

#### Vorwissens-Umkehr-Effekt
Je mehr Vorwissen ein Lernender auf einem bestimmten Gebiet besitzt, umso seltener benötigt er zusätzliche Erläuterungen zu bestimmten Sachverhalten. Werden ihm diese trotzdem präsentiert, erhöhen diese redundanten Informationen seine kognitive Belastung zusätzlich (engl. „Expertise Reversal Effect“). Er wird dadurch in seinem Lernfortschritt behindert.

### Lernbezogene Belastung
Die „Germane Cognitive Load“, auch lernbezogene Belastung genannt, entsteht bei der Konstruktion von Schemata. Sie ist genauso wie die extrinsische Belastung vom Lernmaterial abhängig. Jedoch erhöht diese Art der Belastung den Lernerfolg. Ihre Zunahme ist daher durchaus erwünscht.

### Schlussfolgerungen
Alle drei Belastungen verhalten sich additiv und können zusammengenommen das Arbeitsgedächtnis überlasten. Die Gestaltung von Lehrmaterialien müsste daher stets unter Beachtung der maximalen Arbeitsgedächtniskapazität erfolgen. Nach Möglichkeit sollte dabei die extrinsische Belastung so weit wie möglich vermieden werden, während die intrinsische nicht verändert werden kann. Die lernbezogenen Belastung müsste daraufhin an der Gesamtbelastung ausgerichtet werden.

## Kognitive Theorie des multimedialen Lernens

Model der Cognitive Theory of Multimedia Learning (Mayer, 2021)

Die „Cognitive Theory of Multimedia Learning“ (CTML) von Richard E. Mayer versucht ähnlich wie die Kognitive Belastungstheorie (CLT) die Mechanismen der menschlichen Informationsverarbeitung zu erklären. Hierfür werden fünf kognitive Prozesse identifiziert, die beim multimedialen Lernen eine zentrale Rolle spielen. Die Theorie baut dabei auf früheren theoretischen Konzepten der kognitiven Wahrnehmung auf.

### Drei Grundannahmen

#### Zwei-Kanal-Annahme
Ausgehend von den Arbeiten zur dualen Kodierungstheorie von Paivio und Baddeley wird angenommen, dass der Mensch zwei getrennte Kanäle zur Informationsaufnahme besitzt (engl. „Dual-Channel Assumption“).
Jedoch gibt es bei der Konzeptualisierung der beiden Kanäle entscheidende Unterschiede zwischen den Theorien von Paivio und Baddeley. So werden Informationen bei Baddeley je nach Art der sensorischen Wahrnehmung verarbeitet. Also je nachdem ob sie über das Ohr oder das Auge registriert worden sind. Bei Paivio dagegen ist die Verarbeitung vom Modus der Präsentation abhängig. Dieser bezieht sich auf die Art der Lernmaterialien. Demzufolge sind Texte, unabhängig davon ob geschrieben oder gesprochen, immer verbaler, Bilder oder Musik ohne Gesang visueller Natur.
Mayer verzichtet auf eine Entscheidung zu Gunsten einer dieser Theorien. Stattdessen kombiniert er beide Modelle derart, dass Informationen bei ihm zwar nach der Art ihrer sensorischen Wahrnehmung in den entsprechenden Kanal gelangen, jedoch im Arbeitsgedächtnis den Kanal wechseln können. Folglich wird geschriebener Text im visuellen Kanal wahrgenommen, aber im auditiven Kanal verarbeitet.

#### Annahme beschränkter Kapazität
Entsprechend der Kognitiven Belastungstheorie (CLT) wird auch hier angenommen, dass jeder Kanal nur eine beschränkte Menge an Informationen gleichzeitig verarbeiten kann (engl. „Limited Capacity Assumption“). Daher sind Entscheidungen erforderlich, die bestimmen, welche Informationen aktuell bearbeitet, und welche zunächst ignoriert werden sollen. Hierbei kommen metakognitive Strategien zum Einsatz, die für die Zuordnung, Überwachung und Koordination der begrenzten Ressourcen notwendig sind.

#### Annahme aktiver kognitiver Verarbeitung
Es wird davon ausgegangen, dass Lernen dann eintritt, sobald der Mensch bewusst kognitive Prozesse einsetzt, um sich ein mentales Model der wahrgenommenen Informationen zu erarbeiten (engl. „Active Processing Assumption“). Wissen muss also strukturiert werden. In diesem Zusammenhang werden fünf verschiedene Wissensstrukturen genannt.
- Prozessstrukturen (Process structures) – Repräsentiert als Kausalketten mit Erklärungen eines Systems nach dem Ursache-Wirkungs-Prinzip
- Vergleichsstrukturen (Comparison structures) – Repräsentiert als Matrizen zum Vergleich von zwei oder mehr Elementen anhand von mehreren Dimensionen
- Verallgemeinerungsstrukturen (Generalization Structures) – Repräsentiert als Baumdiagram mit einem Kerngedanken, ergänzt durch mehrere untergeordnete Details
- Abzählstrukturen (Enumeration Structures) – Repräsentiert als Liste bestehend aus einer Ansammlung von Elementen
- Klassifikationsstrukturen (Classification Struktures) – Repräsentiert als hierarchisches Klassifizierungssystem mit Gruppen und Untergruppen

Um das Verständnis zu erleichtern sollten Lehrmaterialien eine kohärente Struktur aufweisen und zum Aufbau dieser Strukturen anleiten.

### Drei Gedächtnisspeicher beim multimedialen Lernen
Die CTML unterscheidet drei Arten von Gedächtnisspeicher. Die obige Abbildung illustriert das Zusammenspiel dieser Speicher bei der multimedialen Informationsverarbeitung.

#### Sensorisches Gedächtnis
Text- und Bildinformationen, die über die Augen und Ohren aufgenommen werden, gelangen zunächst in das sensorische Gedächtnis (engl. „Sensory Memory“). Die erfassten Informationen werden hier als exaktes Abbild der Wirklichkeit für einen sehr kurzen Zeitraum festgehalten. Gesprochene Wörter werden von den Ohren wahrgenommen, geschriebene Wörter werden dagegen genauso wie Bilder von den Augen erfasst.

#### Arbeitsgedächtnis
Der Lernende muss nun aus der riesigen Menge an Informationen die für ihn relevanten aussuchen. Anschließend gelangen sie in das Arbeitsgedächtnis (engl. „Working Memory“). In der erwähnten Abbildung repräsentiert die linke Seite die rohen, unverarbeiteten Informationen, die rechte das bereits konstruierte Wissen. Bevor Informationen durch kognitive Organisationsprozesse als verbale oder piktoriale Modelle auf der rechten Seite vorliegen, können sie zuvor auf der linken Seite, falls notwendig, den Kanal wechseln.

#### Langzeitgedächtnis
Das Langzeitgedächtnis (engl. „Long-Term Memory“) kann große Mengen von Informationen über einen sehr langen Zeitraum speichern. Jedoch können diese erst im Arbeitsgedächtnis aktiv und bewusst reflektiert werden.

### Fünf Kognitive Prozesse
Mayer identifiziert fünf kognitive Prozesse, die beim multimedialen Lernen stattfinden können. Dabei beziehen sich die Prozesse viel eher auf einzelne Abschnitte, als auf die multimediale Information als Ganzes. Außerdem treten sie meist nicht in linearer Folge auf. Stattdessen koordiniert der Lernende die Abfolge je nach Bedarf.
- Auswählen relevanter Wörter (Selecting Relevant Words) – Der Lernende filtert die für ihn relevanten Wörter und erstellt von ihnen eine erste auditive Repräsentation. Dabei gilt dies für gesprochenen genauso wie für geschriebenen Text.
- Auswählen relevanter Bilder (Selecting Relevant Images) – Der Lernende lenkt seine Aufmerksamkeit auf bestimmte Teile eines Bildes oder einer Animation und erstellt eine visuelle Repräsentation in seinem Arbeitsgedächtnis.
- Organisieren ausgewählter Wörter (Organizing Selected Words) – Nachdem eine auditive Repräsentation der Wörter erstellt worden ist, können sie anschließend zu einem kohärenten verbalen Modell miteinander verknüpft werden. Da auch dieser Prozess den Beschränkungen des Arbeitsgedächtnisses unterliegt, können nur einfache Strukturen erstellt werden.
- Organisieren ausgewählter Bilder (Organizing Selected Images) – Entsprechend der Auswahl der Wörter im auditiven Kanal wird auch hier aus der visuellen Repräsentation ein piktoriales Modell im visuellen Kanal erstellt.
- Integrieren Wort-basierter und Bild-basierter Darstellungen (Integrating Word-Based and Image-Based Representations) – Beim wohl anspruchsvollsten Prozess erstellt der Lernende Verbindungen zwischen den verbalen und piktorialen Modellen sowie seinem Vorwissen aus dem Langzeitgedächtnis.

### Fünf Repräsentationsformen
Während dieser kognitiven Prozesse können Wörter und Bilder fünf verschiedene Repräsentationsformen annehmen.
- Wörter und Bilder (Words and pictures) – Entsprechen der multimedialen Information, so wie sie dem Lernenden präsentiert wird, selbst.
- Akustische und ikonische Darstellungen (Acoustic and iconic representations) – Entsprechen realen Abbildern der Information im sensorischen Gedächtnis. Sie verblassen sehr schnell, sofern der Lernende seine Aufmerksamkeit nicht darauf richtet.
- Ton und Bilder (Sound and images) – Entstehen, wenn der Lernende einige wenige Elemente aus den Informationen herausfiltert. Sie sind die Grundbestandteile der Wissenskonstruktion.
- Verbale und bildhafte Modelle (Verbal and pictorial models) – Entstehen durch die Organisation und Integration der relevanten Informationsbestandteile zu einem zusammengehenden mentalen Model.
- Vorwissen (Prior knowledge) – Das Vorwissen aus dem Langzeitgedächtnis, auch als Schema bezeichnet,[19] stellt die letzte Präsentationsform dar. Es hilft dem Lernenden bei den Organisations- und Integrationsprozessen innerhalb des Arbeitsgedächtnisses.

### Erweiterungen der Kognitiven Theorie des multimedialen Lernens
Es bestehen diverse Erweiterungen der Kognitiven Theorie des multimedialen Lernens (engl. „Cognitive Theory of Multimedia Learning (CTML)“) um unterschiedliche Aspekte, Lerntheorieerweiterungen, die im Kontext multimedialen Lernens den Lernprozess beeinflussen können.

#### CATLM

Model der Cognitive-affective Theory of Learning with Media (Moreno & Mayer, 2007)

Ausgehend von den drei Grundannahmen der CTML definierte Moreno vier weitere Grundannahmen und entwickelte so die CATLM (cognitive-affective theory of learning with media). Diese vier Grundannahmen beschreiben die Faktoren, die den Lernprozess beeinflussen:
- Aktive Verarbeitung (active processing) – konstruktives Lernen erfordert eine bewusste Anstrengung des Lernenden bei der Auswahl, der Organisation und der Integration neuer Information in bestehendes Vorwissen.[21]

- Affektive Vermittlung (affective mediation) – motivationale Faktoren beeinflussen den Lernprozess durch gesteigerte oder geminderte kognitive Bemühungen.[22][23]

- Metakognitive Vermittlung (metacognitive mediation) – meta-kognitive Faktoren beeinflussen das Lernen durch Regulation kognitiver Prozesse.[24][25]

- Individuelle Unterschiede (individual differences) – Unterschiede im Vorwissen[26][14] und bei persönlichen Eigenschaften wie Lernstilen und -fähigkeiten[27][28] können ebenfalls beeinflussen, wie gut mit welchem Medium gelernt wird.

#### ICALM
Plass und Kaplan beschreiben anhand des Modells ICALM (integrated cognitive affective model of learning with multimedia), das ebenfalls auf der CTML basiert, wie emotionale und kognitive Prozesse beim Lernen mit Multimedia ineinandergreifen können.

#### CASTLE
Die sozialen Prozesse, die auch beim Multimedia-Lernen stattfinden, werden von Schneider et al. im Modell CASTLE (cognitive-affective-social theory on (digital) learning environments) dargestellt. Den bestehenden Grundannahmen der CTML und der CATLM wird eine weitere hinzugefügt:
Soziale Vermittlungshypothese (social mediation hypothesis) – soziale (und parasoziale) Prozesse, die durch soziale Signale ausgelöst werden, vermitteln kognitive Entwicklung von Informationen beim Lernen mit digitalen Lernmedien.
Diese Grundannahme kann in fünf Sub-Hypothesen unterteilt werden:
- Soziale Signale aktivieren soziale Schemata im Langzeitgedächtnis des Lernenden.
- Diese Aktivierung führt zu sozialen und parasozialen Prozessen, die alle kognitiven Prozesse beeinflussen, die mit dem Lernprozess verbunden sind.
- Soziale Prozesse beeinflussen affektive, motivationale und/oder meta-kognitive Prozesse und werden von ihnen beeinflusst.
- Es wird davon ausgegangen, dass das Maß der Aktivierung sozialer Schemata wächst mit der Anzahl und Stärke der im Lernmedium integrierten sozialen Signale.
- Visuelle Stimuli, wie etwa illustrierte Lerntexte, vermögen mehr soziale Signale zu übermitteln als reine Texte; noch mehr soziale Prozesse können ausgelöst werden durch dynamische oder sogar interaktive Lernmaterialien.

## 10 Grundregeln für multimediales Instruktionsdesign
Mayer und seine Kollegen konnten aus den Ergebnissen ihrer 20-jährigen Forschung 10 Prinzipien zum Design multimedialer Lehrmaterialien formulieren. Dabei fassen sie diese Prinzipien in 3 verschiedenen Kategorien zusammen.

### Reduktion extrinsischer Verarbeitung (engl. „Reducing Extraneous Processing“)
Kohärenzprinzip (Coherence principle) – Reduktion von irrelevantem Informationen
Belanglose Informationen, die vielleicht interessant, aber nicht für den Lernprozess relevant sind, erhöhen die kognitive Belastung und reduzieren dadurch den Lernerfolg.
Signaling-Prinzip (Signaling principle) – Hervorheben von wichtigen Informationen
Die Aufmerksamkeit des Lernenden kann durch Hervorheben von besonders wichtigen Elementen gezielt gelenkt werden, wodurch die Verarbeitung von irrelevanten Information verringert wird.
Redundanzprinzip (Redundancy principle) – Vermeidung von Untertiteln zum Audiokommentar bei Animationen
On-Screen Text, der dieselbe Information enthält wie der Audiokommentar selbst, zwingt den Lernenden dazu die beiden verbalen Informationen mental zusammenzuführen und gleichzeitig den Blick abwechselnd auf die Untertiteln und die Animation zu richten.
Räumliches Kontiguitätsprinzip (Spatial Contiguity principle) – Platzieren von gedruckten Wörtern neben der dazugehörigen Grafik
Werden Grafiken und ihre Erläuterungen nicht direkt nebeneinander platziert, erzeugt dies eine zusätzliche kognitive Belastung, da der Lernende die räumliche Distanz durch ständige Blickwechsel überbrücken muss.
Zeitliches Kontiguitätsprinzip (Temporal contiguity principle) – Zeitgleiche Präsentation von zusammengehörigen Audiokommentaren und Animationen
Um zusammenhängende Wörter und Bilder mental miteinander verknüpfen zu können, müssen diese sich zur selben Zeit im Arbeitsgedächtnis befinden. Eine simultane Präsentation erleichtert somit das Lernen.

### Bewerkstelligung essentieller Verarbeitung (engl. „Managing Essential Processing“)
Segmentierungsprinzip (Segmenting principle) – Aufteilen von Animationen in kleinere Segmente
Animationen zu komplizierten Sachverhalten, die aus vielen, voneinander abhängigen, Elementen bestehen, sollten nicht als Ganzes präsentiert werden. Stattdessen ist es hilfreich, kleinere Kapitel zu erstellen, die der Lernende nacheinander, seinem Lerntempo entsprechend, abspielen kann.
Vorabübensprinzip (Pretraining principle) – Vorangehende Schulung zu Namen, Lage und Charakteristika von Schlüsselkomponenten
Eine vorangehende Schulung soll die Steuerung kognitiver Prozesse während einer Präsentation erleichtern. Dadurch, dass der Lernende mit den einzelnen Komponenten vor der eigentlichen Präsentation vertraut gemacht wird, kann er sich währenddessen auf das Bilden von Zusammenhängen konzentrieren.
Modalitätsprinzip (Modality principle) – Präsentation von Wörtern als gesprochener und nicht als geschriebener Text
Erläuterungen zu Grafiken sollten eher durch einen Audiokommentar statt durch geschriebenen Text präsentiert werden. Die Verwendung des verbalen Kanals ermöglicht es, eine Überlastung des visuellen Kanals zu vermeiden.
Multimediaprinzip (Multimedia principle) – Präsentation von Wörtern und Bildern ist besser als nur von Wörtern allein
Menschen lernen besser, wenn Erläuterungen als Kombination von Wort und Bild stattfinden statt in reiner Textform. Multimediale Lehrmaterialien ermöglichen dem Lernenden verbale und piktoriale Repräsentationen miteinander zu verknüpfen.
Personalisierungsprinzip (Personalization principle) – Gestaltung von Texten im Gesprächsstil statt im formalen Stil
Wenn Lernende das Gefühl haben, dass sie in einem Gespräch verwickelt sind, unternehmen sie mehr Anstrengungen, dem Gesagten zu folgen.